# اراواسایکلین
اراواسایکلین(به انگلیسی: Eravacycline) (TP-434 ،Xerava) یک آنتی‌بیوتیک از دسته تتراسایکلین هالوژنه‌شده صناعی است. 

## کاربردهای پزشکی
اراواسایکلین طیف گسترده‌ای از فعالیت را در برابر انواع باکتری‌های گرم مثبت و گرم منفی، از جمله سویه‌های مقاوم به درمان، مانند استافیلوکوک اورئوس مقاوم به متی سیلین (MRSA) و انتروباکتریاسیا مقاوم به کارباپنم از خود نشان داده است. این دارو در حال حاضر برای تجویز داخل وریدی و خوراکی فرموله می‌شود. 

### طیف فعالیت[۱][۲][۳][۴]

#### باکتری‌های گرم-مثبت
- استافیلوکوکوس اورئوس (هر دو سویه مقاوم و حساس به متی سیلین)
- استرپتوکوک نومونیا
- انتروکوک فکالیس
- انتروکوک فاسیوم (از جمله سویه‌های مقاوم به ونکومایسین )

#### باکتری‌های گرم-منفی
- Acinetobacter baumannii
- Stenotrophomonas maltophilia
- هموفیلوس آنفلوانزا
- موراکسلا کاتارالیس
- نایسریا گونوره‌آ
- انتروباکتریاسیا
  - E-coli (از جمله سویه‌های تولید کننده ESBL)
  - کلبسیلا پنومونیه (از جمله سویه‌های مقاوم در برابر کارباپنم)
  - کلبسیلا اکسی توکا
  - گونه‌های انتروباکتر
  - گونه‌های سیتروباکتر
  - پروتئوس میرابیلیس
  - سراشیا